# Mia Carlstedt
Elin Margareta Mia Carlstedt, ogift Kjellgren, född 20 april 1950 i Karlskrona,  är en svensk författare och illustratör.

### Fotnoter
1. ↑  Sveriges befolkning
1990:
Carlstedt, Elin Margareta Mia
2. ↑  ”Dagens bok”. http://dagensbok.com/2011/12/09/mia-carlstedt-engelska-uttryck-och-vad-vi-sager-pa-svenska/. Läst 31 augusti 2012.